# Ersmarksberget
Ersmarksberget este o arie protejată (arie specială de conservare — SAC, sit de importanță comunitară — SCI) din Suedia întinsă pe o suprafață de 20,4 ha, integral pe uscat.

## Localizare
Centrul sitului Ersmarksberget este situat la coordonatele 63°52′48″N 20°17′00″E / 63.8799°N 20.2833°E.

## Înființare
Situl Ersmarksberget a fost declarat sit de importanță comunitară în decembrie 1998 pentru a proteja 1 specie de plante. Situl a fost protejat și ca arie specială de conservare în martie 2011.

## Biodiversitate
Situată în ecoregiunea boreală, aria protejată conține 4 habitate naturale: Taiga vestică, Păduri fino-scandinave bogate în ierburi cu Picea abies, Mlaștini turboase de tranziție și turbării mișcătoare, Mlaștini alcaline.
La baza desemnării sitului se află o specie protejată de  plante: Calypso bulbosa.